# Nidda
Nidda è una città tedesca situata nel land dell'Assia.